# 宮崎県出身の人物一覧
宮崎県出身の人物一覧（みやざきけんしゅっしんのじんぶついちらん）は、Wikipedia日本語版に記事が存在する宮崎県出身の人物の一覧表である。

## 公人

### 閣僚
各国務大臣
- 小村壽太郎（外務大臣／外交官〔ポーツマス会議日本全権〕、貴族院議員）：日南市
- 上原勇作（陸軍大臣／軍人〔陸軍大将〕）：都城市
- 財部彪（海軍大臣／軍人〔海軍大将〕）：都城市
- 小山長規（建設大臣、国務大臣環境庁長官／衆議院議員）：小林市
- 江藤隆美（建設大臣、運輸大臣、国務大臣総務庁長官／衆議院議員）：日向市
- 坂元親男（国務大臣北海道開発庁長官、国務大臣沖縄開発庁長官／衆議院議員、参議院議員）：都城市
- 堀之内久男（農林水産大臣、郵政大臣／衆議院議員、都城市長）：都城市
- 大原一三（農林水産大臣／衆議院議員）：延岡市
- 上杉光弘（自治大臣、国家公安委員会委員長／参議院議員、衆議院議員）：西都市
- 中山成彬（文部科学大臣、国土交通大臣／衆議院議員）：小林市
- 福島瑞穂（消費者及び食品安全担当大臣、少子化対策担当大臣、男女共同参画担当大臣／参議院議員）：日南市
- 江藤拓（農林水産大臣／衆議院議員）：日向市
- 古川禎久（法務大臣／衆議院議員）：串間市

### 国会議員

#### 議長・副議長経験者
- 平田健二（第29代参議院議長、参議院岐阜県選出／民主党参議院幹事長）：延岡市（出世地：大分県）

#### 戦後の国会議員
前掲の議長・副議長以外。
- 茜ケ久保重光（衆議院群馬県選出、参議院群馬県選出）
- 石神啓吾（衆議院宮崎県選出／高岡町長、地方議員）：宮崎市
- 市來伴子（衆議院比例北関東選出／地方議員）：延岡市
- 伊東岩男（衆議院宮崎県選出／協同民主党代議士会長、地方議員、実業家）：日南市
- 今村洋史（衆議院比例東京選出／医師）：都城市
- 上杉光弘（参議院宮崎県選出、衆議院比例中国選出／閣僚、地方議員）：西都市
- 江藤隆美（衆議院宮崎県選出／閣僚、自由民主党国対委員長、地方議員）：日向市
- 江藤拓（衆議院宮崎県選出／閣僚）：日向市
- 大原一三（衆議院宮崎県・比例九州選出／閣僚、大蔵官僚）：延岡市
- 押川定秋（衆議院宮崎県選出／地方議員、弁護士）：高鍋町
- 甲斐政治（衆議院宮崎県選出／満州国官僚、放送事業家）：延岡市
- 片島港（衆議院宮崎県選出／労働運動家）
- 上條勝久（参議院宮崎県選出／内務・建設官僚〔建設大学校校長〕）：高鍋町
- 川越博（衆議院宮崎県選出／新聞記者）
- 川野芳満（衆議院宮崎県選出／地方議員）
- 川村秀三郎（衆議院宮崎県選出／農林官僚）：綾町
- 北川昌典（衆議院宮崎県選出／日南市長、地方議員、労働運動家）
- 黒木利克（参議院全国区選出／厚生官僚）：西都市
- 小杉イ子（参議院全国区選出／看護師・助産師）：都城市
- 小斉平敏文（参議院宮崎県選出／地方議員）：小林市
- 小山長規（衆議院宮崎県選出／閣僚）：小林市
- 坂元親男（衆議院宮崎県選出、参議院宮崎県選出／閣僚、地方議員〔宮崎県議会議長〕）：都城市
- 佐藤重遠（衆議院宮崎県選出／教育家・学校経営者）：延岡市
- 椎井康雄（参議院宮崎県選出／実業家）：宮崎市
- 高山恒雄（参議院全国区選出／民社党参議院議員会長、労働運動家〔全国繊維産業労働組合同盟会長・顧問〕）
- 武井俊輔（衆議院宮崎県・比例九州選出／地方議員）：宮崎市
- 竹内千春（衆議院比例北関東選出／弁護士）：延岡市
- 竹下豊次（参議院宮崎県選出、貴族院多額納税者議員／内務・商務官僚）：串間市
- 田中不破三（衆議院宮崎県選出／鉄道官僚）
- 道休誠一郎（衆議院比例九州選出）：宮崎市
- 轟木利治（参議院全国比例選出／労働運動家）：三股町
- 外山斎（参議院宮崎県選出）：日南市
- 中谷一馬（衆議院神奈川県・比例南関東選出／地方議員）：川南町
- 永井純一郎（参議院和歌山県選出／農林官僚）：宮崎市
- 長友慎治（衆議院比例九州選出）：宮崎市
- 長峯誠（参議院宮崎県選出／都城市長、地方議員）：都城市
- 長峯基（参議院宮崎県選出／地方議員）：都城市
- 中山成彬（衆議院宮崎県・比例九州選出／閣僚、次世代の党両院議員総会長、希望の党最高顧問・代表、大蔵官僚）：小林市
- 西島英利（参議院全国比例選出／医師）：日南市
- 温水三郎（参議院宮崎県選出／農業協同組合役員）：小林市
- 野別隆俊（参議院宮崎県選出／地方議員、労働運動家）：日向市
- 東国原英夫（衆議院比例近畿選出／宮崎県知事、タレント）：都城市
- 平島敏夫（参議院宮崎県選出、衆議院宮崎県選出／内務官僚、満州国官僚、大東文化大学学長）：高鍋町
- 福島瑞穂（参議院全国比例選出／閣僚、社会民主党党首、社会主義インターナショナル副議長、弁護士、社会運動家）：日南市
- 二見甚郷（参議院宮崎県選出、衆議院宮崎県選出／宮崎県知事、外交官）：宮崎市
- 渕通義（衆議院宮崎県選出／農学者）
- 古川禎久（衆議院宮崎県選出／閣僚、建設官僚）：串間市
- 堀之内久男（衆議院宮崎県・比例九州選出／閣僚、都城市長、地方議員）：都城市
- 松浦利尚（衆議院宮崎県選出／労働運動家）：宮崎市
- 水久保甚作（参議院全国区選出、衆議院宮崎県選出／地方議員）
- 松下新平（参議院宮崎県選出／地方議員）：宮崎市
- 三輪貞治（参議院宮崎県選出／地方議員、農民運動家）：都農町
- 持永和見（衆議院宮崎県選出／厚生官僚）：都城市
- 持永義夫（衆議院宮崎県選出／内務・厚生官僚〔官選知事〕）：都城市
- 森山武彦（衆議院宮崎県選出／実業家）：都城市
- 山内佳菜子（参議院宮崎県選出／地方議員、新聞記者）：宮崎市
- 脇雅昭（参議院神奈川県選出／総務官僚）：都城市
- 渡辺創（衆議院宮崎県選出／地方議員、新聞記者）：宮崎市

#### 帝国議会議員
前掲の戦後も国会議員に選出された人物は除く。
- 赤澤伊太郎（貴族院多額納税者議員／実業家）：門川町
- 石川清（衆議院宮崎県選出／地方議員〔宮崎県会議長〕、富高村長）：日向市
- 岩切門二（衆議院宮崎県選出／地方議員）
- 岩崎清行（貴族院多額納税者議員／地方議員）：えびの市
- 岩村兼善（衆議院宮崎県選出／海軍軍人）：高鍋町
- 上原七之助（貴族院子爵議員）
- 小田清兵衛（貴族院多額納税者議員）：延岡市
- 小田彦太郎（衆議院宮崎県選出／延岡町長、地方議員）：延岡市
- 柿原政一郎（衆議院宮崎県選出／宮崎市長、高鍋町長、地方議員〔宮崎県会議長〕）：高鍋町
- 鹿島透（衆議院宮崎県選出／教育家〔宮崎県教育委員長〕）：西都市
- 川越進（衆議院宮崎県選出／地方議員〔鹿児島県会議長、宮崎県会初代議長〕）：宮崎市
- 神戸政次（貴族院多額納税者議員／林業家、地方議員）：串間市
- 菊池武臣（貴族院男爵議員）：西米良村
- 小林乾一郎（衆議院宮崎県選出／教育家、地方議員〔宮崎県会議長〕）：延岡市
- 小村壽太郎（貴族院侯爵議員／閣僚、外交官）：日南市
- 小村俊一（衆議院宮崎県選出／地方議員）
- 斉藤正身（衆議院宮崎県選出／実業家）：宮崎市
- 坂元英俊（衆議院宮崎県選出／地方議員）
- 佐々木芳照（衆議院宮崎県選出／浄土真宗本願寺派の僧）
- 佐沢定二（衆議院宮崎県選出／地方議員）
- 島津健之助（貴族院男爵議員／実業家）
- 島津忠麿（貴族院伯爵議員）
- 城重雄（衆議院宮崎県選出／地方議員）
- 陣軍吉（衆議院宮崎県選出）：高原町
- 鈴木憲太郎（衆議院宮崎県選出／延岡市長、地方議員、実業家）
- 図師兼弐（衆議院福岡県選出／八幡市長、農商務官僚）：延岡市
- 瀬戸山清彦（衆議院福岡県選出／医師、銀行家）
- 曽木重貴（衆議院宮崎県選出／都城市長・都城町長、地方議員）：都城市
- 高木兼寛（貴族院勅選議員／大日本帝国海軍軍医総監、大日本医師会会長、成医会講習所〔現東京慈恵会医科大学〕創設者）：宮崎市
- 高橋源次郎（貴族院多額納税者議員／銀行家、地方議員）：日南市
- 高山真平（衆議院宮崎県選出／地方議員、農業指導者）：日南市
- 田尻藤四郎（衆議院宮崎県選出／上野村長、地方議員）
- 塚本常弥（衆議院宮崎県選出）
- 津野常（衆議院宮崎県選出／地方議員〔宮崎県会議長〕、実業家）：高鍋町
- 永井作次（衆議院宮崎県選出／検事、実業家）
- 中原清（衆議院宮崎県選出／弁護士〔宮崎県弁護士会長〕）：宮崎市
- 長峰与一（衆議院宮崎県選出／実業家）
- 野村嘉久馬（衆議院宮崎県選出／地方議員〔宮崎県会議長〕、高原町長）：高原町
- 浜田政壮（衆議院宮崎県選出／地方議員〔宮崎県会議長〕、医師〔宮崎県医師会長〕）：宮崎市
- 肥田景之（衆議院宮崎県選出／官僚、実業家）：都城市
- 日高栄三郎（貴族院多額納税者議員／漁業家、地方議員）
- 肥田木基昌（衆議院宮崎県選出／地方議員）：えびの市
- 松浦与三郎（衆議院宮崎県選出／実業家）
- 三浦得一郎（衆議院宮崎県選出／軍医）：延岡市
- 三浦虎雄（衆議院宮崎県選出／延岡市長）：延岡市
- 水間此農夫（衆議院宮崎県選出／地方議員、実業家）
- 三宅正意（衆議院宮崎県選出／地方議員、銀行家）
- 三好退蔵（貴族院勅選議員／検事総長、大審院長）：高鍋町
- 籾木卿太郎（衆議院宮崎県選出／医師）
- 森由己雄（衆議院宮崎県選出／小林町長、地方議員）：小林市
- 安田愉逸（衆議院宮崎県選出／通訳官）：都城市
- 矢野力治（衆議院宮崎県選出／地方議員）
- 湯地幸平（貴族院勅選議員／文部・内務官僚〔官選知事、警保局長〕）
- 横山通英（衆議院宮崎県選出／小林村長、地方議員、実業家）：小林市
- 吉松忠敬（衆議院宮崎県選出／地方議員〔宮崎県会議長〕）
- 渡辺与七（衆議院宮崎県選出／地方議員〔宮崎県会議長〕）

### 都道府県知事

#### 公選知事
- 安藤忠恕（宮崎県知事）：西都市
- 黒木博（宮崎県知事）：宮崎市
- 柴田等（千葉県知事／農林官僚）
- 田中長茂（宮崎県知事／農林官僚）：串間市
- 東国原英夫（宮崎県知事／衆議院議員、タレント）：都城市
- 二見甚郷（宮崎県知事／外交官、衆議院議員、参議院議員、宮崎市長）：宮崎市
- 松形祐堯（宮崎県知事／農林官僚〔林野庁長官〕）：えびの市

### 市区町村長

#### 公選首長
県外市区町村長
- 上原公子（東京都国立市長〔東京都初の女性市長〕／地方議員）：宮崎市
- 中馬馨（大阪市長、全国市長会会長）：西都市
- 山添藤真（京都府与謝野町長／地方議員）：三股町

県内市町村長（主要な人物）
- 池田宜永（都城市長／財務官僚）：都城市
- 岩橋辰也（都城市長）
- 郷田實（綾町長）：綾町
- 髙橋透（日南市長／地方議員、労働運動家）：日南市
- 津村重光（宮崎市長／地方議員）：宮崎市
- 戸敷正（佐土原町長・宮崎市長）：宮崎市
- 長友貞藏（宮崎市長／農林官僚、地方議員）：宮崎市
- 林田敦（西郷村長・美郷町長）：美郷町
- 読谷山洋司（延岡市長／自治・総務官僚）：延岡市

### 事務次官級の官僚
- 藤井治芳（建設事務次官／建設省技官、日本道路公団総裁）：都城市（出生地：東京都）
- 三好退蔵（司法次官／司法官僚、法曹）：高鍋町
- 持永堯民（自治事務次官／自治官僚）：都城市
- 森永貞一郎（大蔵事務次官／大蔵官僚、第23代日本銀行総裁）：小林市
- 山野謙（第14代復興庁事務次官、復興庁統括官、総務省自治行政局長、総務省総括審議官、大阪府副知事）

### その他の官僚・国会職員・行政職員等
これまでの節で未出の人物。
- 秋月左都夫（外交官）：高鍋町
- 井ノ上正盛（外交官）：都城市
- 小倉処平（明治初期の官僚）：日南市
- 甲斐一政（愛知県副知事）：高千穂町
- 上東輝夫（外交官、名古屋商科大学名誉教授）
- 川越茂（外交官）：宮崎市
- 黒木幾雄（農林官僚、林野庁次長）：日向市
- 黒木雅文（外交官）
- 篠原俊博（自治・総務官僚、デジタル庁統括官）：宮崎市
- 篠原康弘（運輸・国土交通官僚、国土交通審議官）：宮崎市
- 曽小川久貴（国土交通官僚、日本下水道事業団理事長）
- 多田健一郎（総務官僚、北海道副知事）
- 谷村栄二（農林水産官僚、林野庁次長、農林水産省大臣官房危機管理・政策立案総括審議官）：宮崎市[1]
- 中林久子（海上保安官）：延岡市
- 中村正則（警察官僚）
- 平嶋隆司（国土交通官僚）：都城市[2]
- 矢野浩一郎（自治官僚、消防庁長官）
- 矢野朝水（厚生官僚）

### その他の地方議員
これまでの節で未出の人物。
- 川添睦身（宮崎県議会議長）
- 斉藤了介
- 坂元裕一
- 永友一美
- 堀之内砂男（宮崎県議会議長）

### 法曹

#### 最高裁判所長官・大審院長、最高裁判所判事、検事総長
- 谷口正孝（最高裁判所判事／裁判官、地方裁判所所長、高等裁判所判事）：延岡市、えびの市
- 三好退蔵（大審院長、検事総長／司法官僚、弁護士）：高鍋町

#### 各弁護士会会長
- 中原清（宮崎県弁護士会長）：宮崎市
- 三好退蔵（東京弁護士会会長）：高鍋町

### 軍人
- 青木宣純（陸軍中将、旅順要塞司令官 ）：宮崎市佐土原
- 有馬馨（海軍中将）
- 小沢治三郎（海軍中将、連合艦隊司令長官 ）：高鍋町
- 萱嶋高（陸軍中将、第6師団長、宮崎市長）：高鍋町
- 秋丸次朗（陸軍主計大佐、 『秋丸機関』主宰者、飯野町町長）
- 北郷格郎（陸軍大佐、歩兵第32連隊長）

### 上記以外の公人
- 藤江監物（日向延岡藩家老）
- 平部嶠南（日向飫肥藩家老、大参事）

## 文化人

### 画家
- 中原南渓：都城市
- 弥勒祐徳：西都市
- 益田玉城
- 山内多門：都城市

### 書家
- 森和風：西都市

### 刀匠
- 堀川国広

### ファッションデザイナー
- 鳥丸軍雪：小林市

### ジャーナリスト・マスコミ
- 戸高正啓
- 軸丸靖子：都城市
- 甲斐良治：高千穂町
- 疋田智：日南市
- 黒木隆男：
- 青木賢児：宮崎市
- 加藤信夫
- 瀬下恵介
- 金田浩一呂

### 作家
- 伊井直行：延岡市
- 菊池重三郎：北方町
- 黒木淳吉：西都市
- 髙山文彦：高千穂町
- 谷克二：延岡市
- 中村地平：宮崎市
- 真梨幸子
- 村上玄一：宮崎市
- やまさき十三：都城市
- 牛島信
- 押川國秋
- 犬村小六　ゲームクリエイター、ライトノベル作家
- 中園直樹：宮崎市（日南市）

### 脚本家・放送作家
- 江夏由結
- 日髙大介
- 寺坂直毅
- 港岳彦：延岡市

### 漫画家
- 赤星たみこ：日之影町
- あもんでろ
- 有井伊奈
- 池田晃久：日南市
- 大暮維人：日向市
- カイマコト
- 棚下照生
- 萩原天晴（漫画原作者）
- はまじあき
- はるな檸檬
- 東村アキコ：串間市
- 藤野美奈子：宮崎市
- 藤野もやむ
- 魔神ぐり子
- 三浦浩子：日向市
- みのもけんじ
- 森繁拓真
- 吉富昭仁
- 藤異秀明
- 森下suu

### 映画監督
- 黒木和雄:えびの市（旧：飯野町）
- 白川幸司
- 窪田将治:宮崎市
- 内藤隆嗣:日向市

### アニメーション制作関係者
- 竹下良平（アニメ監督、演出家）
- 田中達也（アニメーター）
- 西森章（アニメ監督、演出家）
- むらかみてるあき（アニメーター、キャラクターデザイナー、アニメ監督）

### クリエイター
- 井上純弌：宮崎市（ゲームデザイナー、イラストレーター）
- 八宝備仁（イラストレーター）
- やまがらしげと：宮崎市（作家、イラストレーター）
- ヒダカマコト（イラストレーター）
- 日向悠二(イラストレーター)
- 丸山浩：都城市（キャラクターデザイナー）

### 俳人・詩人・歌人
- 伊藤一彦（歌人）：宮崎市
- 若山牧水（歌人）：日向市（旧東郷町（誕生時は、東郷村））
- 小野葉桜（歌人）：美郷町（旧西郷村）
- 銀色夏生（詩人）：えびの市
- 高森文夫（詩人）：日向市（旧東郷町）
- 中園直樹（詩人）：宮崎市（日南市）

### 作詞家・作曲家
- 猪野秀史
- 岡本敏明
- J・A・シーザー
- 青江ひとみ：小林市
- 中山大三郎：都城市（旧高崎町）
- 八反ふじを：小林市
- なすじん：宮崎市
- 山内達哉：都城市
- 酒井祐春：日南市

### 音楽家
- 田原祥一郎（声楽家）：延岡市
- 米良美一（声楽家）：西都市
- 藤木大地 （声楽家）

### 舞踊家
- んまつーポス：宮崎市

### 学者

#### 文学者・文化学者・哲学者
- 岩切正一郎（フランス文学者）
- 押川典昭（インドネシア文学者）
- 川添泰信（仏教学者、龍谷大学名誉教授）
- 斉藤広志（文化人類学者）
- 塩谷直也（神学者）
- 平山輝男（日本語学者、東京都立大学名誉教授）
- 福島富士男（アフリカ文学者）
- 丸尾誠（中国語学者）
- 三原健一（理論言語学者）
- 山形頼洋（哲学者、大阪大学名誉教授）

#### 歴史学者・考古学者
- 朝倉文市 （歴史学者）
- 日高次吉（歴史学者）
- 石川恒太郎（歴史学者）：日向市
- 三尾良次郎（歴史学者）：日向市
- 安田尚義（歴史学者）：高鍋町
- 坂上康俊（歴史学者）
- 長津宗重（歴史学者）
- 福島金治（歴史学者）
- 大賀郁夫（歴史学者）
- 馬原鉄男（歴史学者・部落問題研究家）
- 外山秀一（考古学者）
- 松元宏（日本経済史学者、横浜国立大学名誉教授）

#### 化学者
- 寺前紀夫 化学者
- 早下隆士 化学者
- 小波秀雄 化学者
- 岩村秀 化学者
- 大川尚士 化学者
- 下東康幸 化学者

#### 工学者
- 佐藤光三（工学者）
- 佐伯浩（工学者）
- 園田佳巨（工学者）
- 田中賢一（工学者）
- 津江光洋（工学者）
- 林宗明（電気工学者、京都大学名誉教授）

#### 数学者・物理学者
- 江夏弘（理論物理学者、立命館大学名誉教授）：都城市
- 押川元重（数学者）
- 野海正俊（数学者）：都城市

#### 地球科学者
- 日高孝次（海洋物理学者）：宮崎市
- 遠田晋次（地震学者）：延岡市

#### 生物学者
- 根井正利（生物学者・遺伝学者、ペンシルベニア州立大学教授、国際生物学賞）
- 濱田隆士（古生物学者）：延岡市
- 吉行瑞子（動物学者）
- 和田元（植物生理学者、東京大学名誉教授）：日南市

#### 農学者
- 西田政善（林学者・造園学者、鹿児島大学名誉教授、九州学院大学学長）

#### 医学者
- 赤崎兼義（病理学者、東北大学名誉教授）：えびの市
- 高木兼寛（海軍軍医、ビタミンの父、東京慈恵会医科大学病院創立者）：宮崎市（旧高岡町（誕生時は、穆佐（むかさ）村）
- 高橋睦正（放射線医学者、熊本大学名誉教授）：都城市
- 外西寿彦（産婦人科学者、鹿児島市立病院第5代院長）
- 済陽高穂（医学者）：都城市

#### 法学者・政治学者
- 岩切紀史（憲法学者・政治学者・元自治省官僚）
- 大石眞（憲法学者）
- 白田秀彰（法学者）
- 瀬戸山登一（行政法学者）
- 畑瑞穂（民事訴訟法学者）
- 日髙義博（刑法学者、専修大学名誉教授）
- 渕麻依子（知的財産法学者）：宮崎市
- 堀和郎（教育行政学者）
- J・マーク・ラムザイヤー（法学者）

#### 経済学者
- 甲斐諭（農業経済学者、九州大学名誉教授。中村学園大学学長）：宮崎市
- 的場昭弘（経済学者）
- 根井雅弘（経済学者）
- 朽木昭文（開発経済学者）
- 後藤昭八郎（経済学者）
- 福田晋（農業経済学者）
- 倉澤資成（理論経済学者）
- 宮田美智也（経済学者、金沢大学名誉教授）

#### その他の学者
- 安井息軒（幕末の儒学者）：清武町

### 囲碁棋士
- 杉内雅男
- 園田泰隆
- 清成哲也

### 将棋棋士・女流棋士
- 高崎一生：日南市
- 都成竜馬：宮崎市
- 山口絵美菜：都城市

### アナウンサー・キャスター

#### NHK
（現在所属の放送局などは各人物の項目を参照すること）
- 児玉隆：日向市
- 杉尾宗紀：国富町
- 安田真一郎

NHK宮崎放送局
- 百野文 - 契約キャスター：宮崎市

#### 宮崎県内の放送局
MRT宮崎放送
- 伊賀透浩 - 元テレビ山口→元テレビ長崎：宮崎市、旧田野町
- 田代剛 - 元四国放送：宮崎市
- 三浦功将 - 元福島中央テレビ→元長崎文化放送：宮崎市

UMKテレビ宮崎
- 榎木田朱美：日南市
- 児玉泰一郎 - 元大分朝日放送：宮崎市
- 柳田哲志：宮崎市、旧佐土原町

#### 宮崎県外の民放局
- 榎木麻衣 - サンテレビジョン、元宮崎放送
- 太田祐輔 - 九州朝日放送、現在は報道部に所属しキャスターとして番組に出演、元南日本放送：宮崎市、旧佐土原町
- 岡元昇 - 朝日放送、現在はコンプライアンス局広報部長：都城市
- 片山三喜子 - 関西テレビ、現在は編成局宣伝部専任部次長：宮崎市
- 坂梨公俊 - テレビ西日本
- 中西可奈 - 鹿児島放送：宮崎市
- 中西希 - 広島ホームテレビ
- 松尾由美子 - テレビ朝日：宮崎市
- 宮里伸哉 - 新潟テレビ21：宮崎市
- 横山雄二 - 中国放送：宮崎市
- 福島暢啓 - 毎日放送：宮崎市
- 田村浩平 - 中京テレビ：日南市

#### フリー・退職者・転職者
- 赤間瞳 - エフエム宮崎でパーソナリティー、元テレビ宮崎：宮崎市
- 東治男 - 元宮崎放送アナウンサー：高原町
- 榎木田智子 - Eternal Growth 代表、元静岡エフエム放送→元エフエム宮崎：日南市
- 沖田愛加 - フリー（セント・フォース）
- 片平夏貴 - フリー（元太田プロダクション所属）：えびの市
- 河野景子 - タレント、元フジテレビ：宮崎市
- 興梠裕子 - 元テレビ宮崎、現在も同局の番組に出演：宮崎市
- 古賀久美子 - 元広島ホームテレビ→元東京MXテレビ・報道記者も務めた：宮崎市
- 小西麻衣子 - 元テレビ宮崎：宮崎市
- 下登彩 - 元三重テレビ放送→元宮崎放送：宮崎市
- 首藤真吾 - 元テレビ宮崎：都城市、旧高城町
- 岩下克樹 - 元テレビ宮崎：高鍋町
- 高橋巨典 - 元テレビ宮崎：日之影町生まれ、延岡市で育つ
- 田中美穂 - フリー（圭三プロダクション所属）、元南日本放送：宮崎市
- 戸島龍太郎 - 元北海道テレビ放送、現在は同局でプロデューサー：宮崎市
- 二宮朋子 - フリー、元テレビ宮崎→元放送大学学園：宮崎市
- 星野雅江 - 元NHK
- 松尾恵子 - 元宮崎放送キャスター兼ディレクター→元テレビ西日本報道部契約キャスター：宮崎市
- 宮崎宣子 - フリー（プロダクション尾木所属）、元日本テレビ：宮崎市
- 横山美和 - フリー（株式会社ランドマークス所属）、元放送大学学園→元テレビ宮崎：宮崎市
- 吉村洋子 - 元中部日本放送：えびの市

## 芸能人

### シンガーソングライター
- 石原有輝香：小林市
- 井手綾香：串間市
- 大城光恵：宮崎市
- 鬼束ちひろ：南郷町
- 久嶋美さち：日南市
- 黒木渚：日向市
- 小坂恭子：日南市
- 下田逸郎
- JILLE（TASHA geeからGILLEに改名）(GILLEからJILLEに改名)：西都市
- 鈴里真帆：国富町
- NOBU：小林市
- 秦基博：日南市（「小2の夏まで住んでいた」と本人が発言した）
- 浜崎奈津子：都城市
- 松尾昭彦：国富町
- 馬渡松子：都城市

### ミュージシャン
- 赤塚ヤスシ (DOES)
- 猪野秀史（ボーカル＆キーボード）：延岡市
- 上田浩恵（別名、Whoopin・ヴォーカリスト）
- 歌王子あび (ベランパレード)
- 大萩康司 （ギタリスト）：小林市
- 大森隆志（元サザンオールスターズ・ギタリスト）：宮崎市
- 小渕健太郎（コブクロ・ボーカル）：宮崎市
- 甲斐貴之(EARTHSHAKERベーシスト）：高千穂町
- GADORO(ラッパー)：高鍋町
- 川添智久 (LINDBERG)：宮崎市
- 黒木姉妹(歌手）：西都市
- KEIJI(EXILE、元J Soul Brothersパフォーマー)：清武町
- GO☆マキ（レゲエシンガー、ダンサー、音楽プロデューサー、起業家）：宮崎市
- 瀬戸山清香 (歌手・タレント 元EARTH)：宮崎市
- 大古殿宗大FURUTON（元THE SPACE COWBOYS、元oblivion dust、元HYDE BAND他）：宮崎市
- DYES IWASAKI(FAKE TYPE.)(ミュージシャン)
- 高橋佳奈（元GANASIA2代目ボーカル）
- 谷道夫（「デュークエイセス」リーダー）：宮崎市
- 東郷祐佳 （Real-Breath 元EARTH ）：宮崎市
- 永井利光（GLAY、氷室京介サポート・ドラマー）：都城市
- 永友聖也（キャプテンストライダム）
- 長友誠 （JABBERLOOP・トランペッター）：高千穂町
- なすじん(音楽家、マルチプレイヤー)：宮崎市
- NARITO(all at onceボーカル)：小林市
- 西村晋弥（シュノーケル）：児湯郡
- NOISY（元SEX MACHINEGUNS、現DUSTAR-3）：延岡市
- HAKUEI (PENICILLIN)：串間市
- 原田末秋（ギタリスト、作曲家）
- 藤森元生（SAKANAMON ボーカル＆ギター）：宮崎市
- 松田弘（サザンオールスターズ・ドラマー）：宮崎市
- 三宅伸治（ギタリスト）
- 宮路一昭（ギタリスト・作曲家・編曲家・プロデューサー）：都城市
- 山内達哉（ヴァイオリニスト・作曲家・音楽プロデューサー）：都城市
- 吉野北人(THE RAMPAGE from EXILE TRIBEボーカル)：小林市
- YURINO(E-girls・Happinessパフォーマー)
- 宮里陽太(サックスプレイヤー)：小林市
- 佐藤晃(infix・ギタリスト)：高千穂町

### グループ・デュオ
- 0930（解散）：西都市
- ドリーミング：宮崎市
- 黒木姉妹 : 西都市
- MINAMI NiNE
- 電波少女

### 歌手
- 秋野こぎく：宮崎市
- 今井美樹：高鍋町
- 克美茂：宮崎市
- 武中はじめ：西都市

### アイドル
- 浅香唯：宮崎市
- あかぎあい：宮崎市
- 天沢璃人（でんぱ組.inc、ミームトーキョー）
- 天野里咲：延岡市
- 今森茉耶
- 内村莉彩（元SUPER☆GiRLS）
- 大田明奈（青島あきな）：都城市
- Girls²
  - 小川桜花（元magical²）
  - 増田來亜（元magical²）
- 城戸愛莉：宮崎市
- 酒井瞳（アイドリング!!!）：延岡市
- SHIHO：延岡市
- 通山愛里：宮崎市
- 堀越せな（AIKATSU☆STARS!）（Mi☆nA）
- 松浦麻里奈(清武麻里奈)：宮崎市
- 松田里奈（櫻坂46）：延岡市
- 三宅梢子：宮崎市

### モデル
- 愛甲千笑美
- 蛯原友里：宮崎市（旧佐土原町）
- 今宿麻美
- 神戸蘭子：宮崎市
- 川口真央
- さくら

### 俳優
- 安藤ヒロキオ：都城市
- 稲井大地：宮崎市
- 井之上隆志：都城市
- 井料瑠美：小林市
- 岡元次郎：
- 岡山智樹:
- 押川善文：
- 桐島優介：都城市
- 工藤綾乃：清武町（2009国民的美少女コンテストグランプリ）
- 黒岩司：高鍋町
- 斉藤慶子：小林市
- 堺雅人：宮崎市（出生は兵庫県神戸市）
- 坂元健児：宮崎市
- 咲妃みゆ：元宝塚歌劇団雪組トップ娘役
- 佐藤信長 (俳優)
- 髙石あかり：元α-X's
- 田中廣臣：日向市
- 戸高花暖 :宮崎市
- 長尾奈奈：
- 永瀬正敏：都城市
- 永野宗典：宮崎市
- 新名基浩：
- 西島数博：日向市
- 温水洋一：都城市
- 濱田ここね：宮崎市
- 日高七海：宮崎市
- 舞咲りん：元宝塚歌劇団雪組娘役
- 松崎悠希：宮崎市
- 松田章：
- 緑魔子：高鍋町
- 宮川誠司：宮崎県
- 村川翔一：宮崎市
- 八神康子：
- 矢野優花：
- 山田キヌヲ：宮崎市
- 杢元良輔：宮崎市
- 若松俊秀：都城市
- 蕨野友也：都城市

### 落語家
- 桂歌春：日向市
- 柳家さん枝：新富町
- 立川らく兵：宮崎市
- 吉原馬雀：宮崎市

### DJ
- DJ PMX (DS455) ：宮崎市
- DJ POCKY（坂元誠一）：日南市

### タレント

#### 男性
- 犬神千代吉(元電撃ネットワーク)：延岡市
- 村田秀亮 (とろサーモン)：宮崎市
- 久保田和靖 (とろサーモン)：宮崎市
- やす（ずん）：児湯郡
- 日野誠：宮崎市
- キスキスバンバン：南那珂郡
- 長友光弘 （響）：宮崎市
- 永野：宮崎市
- 江藤博利
- 足利ぼん （イタガキ）：国富町
- 菅登未男
- 鎌田キテレツ (チェリー大作戦)：宮崎市
- ダイス：日向市
- 英二：日向市
- かみちぃ(ジェラードン)：高鍋町
- 太田隆司（いぬ (お笑いコンビ)）：宮崎市
- 有馬徹（いぬ (お笑いコンビ)）：宮崎市
- 前田壮太 (カラタチ (お笑いコンビ))：延岡市
- 別府貴之(マルセイユ (お笑い))：国富町
- 隼ジュン:串間市

#### 女性
- 井上のどか
- 樋口靖子：宮崎市
- 紗栄子（サエコ）：宮崎市
- 小池夏美
- オカリナ（おかずクラブ）：西都市
- イワクラ (蛙亭)  ：小林市

#### ローカル
- s@ko（ラジオパーソナリティーでもある）：延岡市

### 声優
- 綾瀬有
- 池崎リョウ（現・池崎美穂）（育ちは神奈川県）
- 池田知聡:宮崎市
- 石谷春貴：延岡市
- 咲野俊介
- 鈴原希実
- 空見ゆき
- 中村ひろみ
- 古川裕隆[3]
- 春野ななみ：延岡市
- 日向朔公
- 堀越せな
- 山野もも

## スポーツ選手

### 力士
- 金城興福：高鍋町
- 草竹幸一：串間市
- 琴恵光充憲：延岡市
- 長村晃宏：延岡市
- 西の富士勝治：美郷町
- 羽黒岩智一：延岡市
- 松恵山邦治：延岡市

### 空手道
- 岩下清伸：都城市
- 宇城憲治：小林市
- 中村誠：日之影町

### 柔道
- 広瀬巌
- 井上康生：宮崎市
- 大迫明伸：小林市（旧野尻町）

### サッカー
- 井澤春輝（ギラヴァンツ北九州）：
- 伊野波雅彦（元横浜FC）：宮崎市
- 興梠慎三（浦和レッズ）：宮崎市
- 鈴木義宜（京都サンガF.C.）：宮崎市
- 増田誓志（元清水エスパルス）：宮崎市
- 西岡大輝 （元愛媛FC）宮崎市
- 園田拓也（元FC今治）：宮崎市
- 久木野聡（元FC町田ゼルビア）：宮崎市
- 宮路洋輔（元ホンダロックSC）
- 入船和真（元サンフレッチェ広島・徳島ヴォルティス）：宮崎市
- 釘崎康臣（元ホンダロックSC）：宮崎市
- 戸田光洋（川崎フロンターレコーチ、元FC東京・清水エスパルス）：都城市
- 戸田賢良（元湘南ベルマーレ・ガイナーレ鳥取）：都城市
- 中山悟志（ガンバ大阪スタッフ、元FC琉球）：宮崎市
- 黒木聖仁（元京都サンガF.C.）：延岡市
- 水永翔馬（ヴィアマテラス宮崎監督、元テゲバジャーロ宮崎）：門川町
- 吉丸絢梓（福島ユナイテッドFC）：都城市
- 西岡大志（元テゲバジャーロ宮崎）
- 佐藤颯汰（FCバレイン下関）
- 最上川祐輝（元ヴェルスパ大分）
- 倉石圭二（V・ファーレン長崎ヘッドコーチ、元ホンダロックSC）：門川町
- 谷口研二（元ホンダロックSC）：串間市
- 村田航一 (水戸ホーリーホック) :延岡市
- 金川羅彌（AS刈谷）:串間市
- 新城暖基（FC刈谷）:西都市
- 中別府柊太（FC延岡AGATA）:宮崎市
- 北村知也（テゲバジャーロ宮崎）:綾町

### ボクシング
- 赤城武幸：宮崎市
- 伊藤沙月：延岡市
- 大曲輝斎：西諸県郡
- 上村里子：三股町
- 串木野純也：東諸県郡
- 興梠貴之：高千穂町
- 齋藤麗王:日南市
- 別府優樹：都城市
- 東郷理代
- 戸高秀樹：宮崎市
- 橋本力：宮崎市
- 飛天かずひこ：山田町（現：都城市）
- 本田秀伸：高原町
- 湯場忠志：三股町
- 湯場海樹：都城市
- 吉田拳畤：高原町
- 細川バレンタイン：宮崎市
- 永田大士:川南町
- 細川チャーリー忍：宮崎市

### キックボクシング
- 榎田洸之：宮崎市

### プロレスラー
- ザ・グレート・カブキ：延岡市
- ハル薗田:小林市
- 那須晃太郎:日南市
- 鈴季すず:小林市

### 野球
※太字は現役選手・現役指導者
- 青木宣親（元東京ヤクルトスワローズ→ミルウォーキー・ブルワーズ →カンザスシティ・ロイヤルズ→サンフランシスコ・ジャイアンツ→シアトル・マリナーズ→ヒューストン・アストロズ→トロント・ブルージェイズ→ニューヨーク・メッツ→東京ヤクルトスワローズ、現ヤクルトスワローズGM特別補佐）：日向市
- 赤川克紀（元東京ヤクルトスワローズ）：宮崎市
- 有馬翔（元福岡ソフトバンクホークス→元東北楽天ゴールデンイーグルス、元新波）：宮崎市
- 池田親興（元阪神タイガース→福岡ダイエーホークス→ヤクルトスワローズ、現テレビ西日本解説者）：宮崎市
- 池田弘（元クラウンライター・西武ライオンズ→横浜大洋ホエールズ）：宮崎市
- 磯貝公伸（元読売ジャイアンツ）：
- 井手正太郎（元福岡ソフトバンクホークス→横浜DeNAベイスターズ、琉球ブルーオーシャンズ打撃コーチ）：西諸県郡野尻町（現：小林市）
- 井上祐二（元福岡ダイエーホークス→広島東洋カープ→千葉ロッテマリーンズ、元千葉ロッテマリーンズコーチ、JFE東日本硬式野球部 コーチ、現ジェイファム GM 兼投手コーチ）：都城市
- 入来智（元近鉄バファローズ→広島東洋カープ→読売ジャイアンツ→ヤクルトスワローズ）：都城市
- 入来祐作（元読売ジャイアンツ→日本ハムファイターズ→横浜ベイスターズ、福岡ソフトバンクホークス三軍投手コーチ、オリックス・バファローズ二軍投手コーチ、現横浜DeNAベイスターズ二軍投手コーチ）：都城市
- 岩岡保宏（元大洋ホエールズ）：児湯郡高鍋町
- 岩下光一（元東映フライヤーズ、元日本ハムファイターズ等コーチ）：宮崎市
- 大井久士（元西武ライオンズ、元埼玉西武ライオンズコーチ）：都城市
- 大田原隆太（元福岡ソフトバンクホークス）：都城市
- 大戸雄記（元南海ホークス）：宮崎市
- 緒方理貢（福岡ソフトバンクホークス）：東諸県郡国富町
- 緒方勝（元ヤクルトアトムズ）：
- 小川亨（元近鉄バファローズ、元近鉄バファローズ・オリックス・ブルーウェーブコーチ）：宮崎市
- 長田裕之（元近鉄バファローズ→阪急ブレーブス）：
- 織田淳哉（元読売ジャイアンツ、現同球団スカウト）：東臼杵郡西郷村（現：美郷町）
- 甲斐和雄（元西鉄ライオンズ→ロッテオリオンズ）：
- 甲斐雅人（元広島東洋カープ）：宮崎市
- 梶原康司（元阪神タイガース、元パナソニック野球部監督）：東臼杵郡門川町
- 加治屋蓮（福岡ソフトバンクホークス→阪神タイガース→東北楽天ゴールデンイーグルス）：串間市
- 加世田美智久（元西武ライオンズ）：北諸県郡高崎町（現：都城市）
- 加藤誉昭（元ヤクルトスワローズ）：都城市
- 加藤哲郎（元近鉄バファローズ→広島東洋カープ→福岡ダイエーホークス）：宮崎郡佐土原町（現：宮崎市）
- 金丸将也（元広島東洋カープ）：宮崎郡清武町（現：宮崎市）
- 川崎雄介（元千葉ロッテマリーンズ→阪神タイガース→埼玉西武ライオンズ）：宮崎市
- 木村拓也（元日本ハムファイターズ→広島東洋カープ→読売ジャイアンツ、元読売ジャイアンツコーチ）：宮崎郡田野町（現：宮崎市）
- 草野大輔（元東北楽天ゴールデンイーグルス、元同球団コーチ）：延岡市
- 黒木貞男（元南海ホークス、元リッカー硬式野球部監督）：
- 黒木純司（元日本ハムファイターズ→千葉ロッテマリーンズ、元千葉ロッテマリーンズコーチ）：延岡市
- 黒木知宏（元千葉ロッテマリーンズ、元北海道日本ハムファイターズコーチ、現千葉ロッテマリーンズ一軍投手コーチ）：日向市
- 黒木弘重（元大洋ホエールズ）：
- 黒木基康（元大洋ホエールズ）：
- 黒原祐二（元西武ライオンズ）：
- ケムナ誠（広島東洋カープ）：ハワイ生まれ、日南市育ち
- 榊原聡一郎（元広島東洋カープ・福岡ダイエーホークス、宮崎日大高校監督、現大分プロ育成野球専門学院監督）：
- 笹山洋一（元中日ドラゴンズ）：
- 佐藤和史（元千葉ロッテマリーンズ、元同球団コーチ）：
- 信樂晃史（元千葉ロッテマリーンズ）：宮崎市
- 七條祐樹（元東京ヤクルトスワローズ、現同球団打撃投手）：東臼杵郡北浦町（現：延岡市）
- 下園辰哉（元横浜DeNAベイスターズ、現同球団二軍打撃コーチ）：宮崎郡佐土原町（現・宮崎市）
- 清俊彦（元西鉄ライオンズ→近鉄バファローズ→阪神タイガース）：児湯郡新富町
- 高橋明（元西鉄ライオンズ）：日南市
- 高橋博士（元日本ハムファイターズ→ロッテオリオンズ）：宮崎市
- 武上四郎（元ヤクルトスワローズ、元ヤクルトスワローズ・読売ジャイアンツコーチ）：宮崎市
- 武田翔太（福岡ソフトバンクホークス）：宮崎市
- 田中幸雄（元北海道日本ハムファイターズ、元同球団二軍監督）：都城市
- 田上一秀（元南海ホークス）：
- 田原誠次（元読売ジャイアンツ）：延岡市
- 堤内健（元横浜ベイスターズ、現打撃投手）：宮崎市
- 寺岡孝（元広島東洋カープ→南海ホークス、元福岡ダイエーホークス・広島東洋カープ・横浜大洋ホエールズ等コーチ）：
- 寺原隼人（元福岡ダイエーホークス・福岡ソフトバンクホークス・横浜ベイスターズ、オリックス・バファローズ、東京ヤクルトスワローズ、琉球ブルーオーシャンズ投手コーチ、福岡北九州フェニックス 、現福岡ソフトバンクホークス二軍投手コーチ）：宮崎市
- 戸郷翔征（読売ジャイアンツ）：都城市
- 友川賢次（元大洋ホエールズ→南海ホークス国鉄スワローズ）：
- 鳥原公二（元ヤクルトスワローズ）：宮崎市
- 中嶋治彦（元中日ドラゴンズ）：
- 中村奈一輝（中日ドラゴンズ）：宮崎市
- 西井哲夫（元ヤクルトスワローズ→ロッテオリオンズ→中日ドラゴンズ）：延岡市
- 西浦秋夫（元南海ホークス、元延岡工業高校野球部監督）：
- 西村徳文（元千葉ロッテマリーンズ、元千葉ロッテマリーンズ監督、元オリックス・バファローズ一軍監督）：串間市
- 羽月隆太郎（広島東洋カープ）：宮崎市
- 浜田智博（元中日ドラゴンズ、現同球団職員）：宮崎市
- 東政敏（元オリックス・ブルーウェーブ）：
- 日髙暖己（広島東洋カープ）：日向市
- 日高博之（元読売ジャイアンツ、日向市議会議員・宮崎県議会議員）：日向市
- 平下晃司（元大阪近鉄バファローズ→阪神タイガース→千葉ロッテマリーンズ→オリックス・バファローズ、元大阪ゴールドビリケーンズ・大阪ブレイビーハニーズコーチ）：日南市
- 平野大和（オリックス・バファローズ）：宮崎市
- 廣池康志郎（千葉ロッテマリーンズ）∶都城市高城町
- 深草駿哉（火の国サラマンダーズ）
- 福盛和男（元横浜ベイスターズ・大阪近鉄バファローズ・東北楽天ゴールデンイーグルス・テキサス・レンジャーズ）：北諸県郡高崎町（現：都城市）
- 福良淳一（元オリックス・ブルーウェーブ、元オリックス・バファローズ一軍監督・現オリックス・バファローズGM兼編成部長）：東臼杵郡北浦町（現：延岡市）
- 藤崎紘範（元大阪近鉄バファローズ→東北楽天ゴールデンイーグルス、現東北楽天ゴールデンイーグルス打撃投手）：門川町
- 前田隆（元読売ジャイアンツ）：延岡市
- 牧憲二郎（元南海ホークス→阪急ブレーブス）：延岡市
- 益田明典（元読売ジャイアンツ、現愛知学院大学硬式野球部監督）：都城市
- 松浦英信（元中日ドラゴンズ）：
- 三浦政基（元日本ハムファイターズ→ヤクルトスワローズ→南海ホークス→横浜大洋ホエールズ、元日本ハムファイターズコーチ）：児湯郡都農町
- 水谷実雄（元広島東洋カープ→阪急ブレーブス、元阪急ブレーブス・広島東洋カープ・福岡ダイエーホークス・中日ドラゴンズ・阪神タイガース：監督代行・コーチ ）：串間市
- 南牟礼豊蔵（元オリックス・ブルーウェーブ→中日ドラゴンズ→阪神タイガース）：都城市
- 宮本大輔（元オリックス・バファローズ）：日向市
- 村上悦雄（元南海ホークス）：東諸県郡綾町
- 本村信吾（元中日ドラゴンズ→広島東洋カープ→福岡ダイエーホークス、宮崎梅田学園硬式野球部コーチ）：東諸県郡綾町
- 森遼大朗（千葉ロッテマリーンズ）：都城市
- 森田芳彦（元千葉ロッテマリーンズ）：串間市
- 安田圭佑（元福岡ソフトバンクホークス）：延岡市
- 柳裕也（中日ドラゴンズ）：都城市
- 柳田聖人（元福岡ダイエーホークス・ヤクルトスワローズ、元福岡ダイエーホークス等コーチ）：延岡市
- 柳田豊（元太平洋クラブライオンズ→近鉄バファローズ）：延岡市
- 矢野修平（元広島東洋カープ）：児湯郡新富町
- 山尾伸一（元西武ライオンズ）：
- 山田忠男（元大洋ホエールズ）：
- 山本真一（元広島東洋カープ）：
- 横山楓（オリックス・バファローズ）：宮崎市
- 横山弘樹（元広島東洋カープ、現読売ジャイアンツ打撃投手）：宮崎市
- 渡部司（元中日ドラゴンズ）：宮崎市

社会人野球
- 後藤隆之（元三菱重工長崎硬式野球部、三菱日立パワーシステムズ硬式野球部監督）：延岡市
- 坂口裕之（元日本石油硬式野球部、元同野球部監督）：都城市

女子プロ野球
- 川畑亜沙美（元京都アストドリームス→兵庫ディオーネ）：都城市
- 村田詩歩（元兵庫ディオーネ）：小林市

審判
- 藤原三枝子（初の女性高校硬式野球審判員）：

### 水泳
- 松田丈志：延岡市
- 林享

### 陸上
- 谷口浩美（マラソン）：南郷町
- 原口幸三（マスターズ短距離走）
- 廣島日出国（マラソン）：美郷町（旧北郷村）
- 村社講平（長距離走）：宮崎市

### ゴルフ
- 大迫たつ子：高原町
- 大山志保：宮崎市
- 柏原明日架：宮崎市
- 山内日菜子：
- 永峰咲希：宮崎市
- 三浦桃香：
- 脇元 華：小林市

菅楓華　宮崎市

### 体操
- 坂佳代子（元宮崎県副知事）

### 新体操
- 日高舞：宮崎市

### 競馬
- 池江敏郎（JRA厩務員）：日之影町
- 池江泰郎（元騎手、JRA調教師）：都城市
- 音無秀孝（元騎手、JRA調教師）
- 小原伊佐美（元騎手、JRA調教師）
- 橋口弘次郎（元騎手、JRA調教師）
- 中田征男（JRA厩務員）
- 野元昭（JRA調教師）
- 木之前葵（騎手）

### 剣道
- 吉本政美

### バレーボール
- 瀬戸山正二:（日本ビーチバレーボール連盟理事長）都城市
- 南克幸：延岡市
- 南裕之：延岡市
- 津曲勝利：串間市
- 坂口佳穂：（ビーチバレー）串間市

- 内瀬戸真実：延岡市

### バスケットボール
- 楠田香穂里（元ジャパンエナジー、現共栄大学監督）
- 河野誠司（bjリーグ・横浜ビー・コルセアーズ所属）
- 重永和樹（bjリーグ・宮崎シャイニングサンズ所属）
- 清水太志郎（Bリーグ・サンロッカーズ渋谷所属）：日南市
- 瀬戸山京介（bjリーグ・京都ハンナリーズ所属）：日南市
- 高橋昌史（bjリーグ・宮崎シャイニングサンズ所属）：都城市
- 竹山とよ子（元共同石油）
- 月野雅人（bjリーグ・岩手ビッグブルズ所属）
- 新原茜（Wリーグ・JX-ENEOSサンフラワーズ所属）
- 北郷謙二郎（元オーエスジーフェニックス）
- 前田陽介（bjリーグ・横浜ビー・コルセアーズ所属）：児湯郡
- 前村雄大（NBL・熊本ヴォルターズ所属）
- 米澤翼（bjリーグ・浜松・東三河フェニックス所属）

### 射撃
- 蒲池猛夫（1984年ロサンゼルスオリンピック男子射撃ラピッドファイアピストル金メダリスト）:出生は旧満州、引揚後、高原町。

### ラグビー
- 井本克典
- 内山浩文:日向市
- 尾池亨允
- 甲斐尚哉:延岡市
- 香月武
- 川上剛右:児湯郡
- 鎌田祐太郎
- 黒木大貴
- 児玉大輔
- 小林恵太
- 志和池豊馬
- 妹尾安南（女子日本代表選手）:延岡市
- 高橋太一
- 竹内柊平
- 竹中祥
- 長友泰憲（日本代表選手）
- 中山潮音（女子日本代表選手）:都城市
- 西川中
- 西村雄大
- 西村龍馬
- 八文字雅和
- 大和哲将
- 平原大敬
- 松尾勝博（日本代表選手、駿河台大学監督）
- 溝口裕哉
- 三樹加奈（7人制女子日本代表選手）日向市
- 宮村眞也
- 武藤規夫（日本代表選手）延岡市
- メイン平:宮崎市
- 吉岡大貴
- 吉岡泰一
- 渡辺正善
- 黒木理帆（女子日本代表選手）

### その他のスポーツ選手
- 水間詠子（ボディビルダー）
- 杢元良輔（2009チアリーディング世界大会　男女混成　金メダリスト）宮崎市
- 日高逸子（競艇選手）串間市
- 甲斐修侍（フットサル選手）ASVペスカドーラ町田
- 竹田成道（総合格闘技サンボ）宮崎市
- スカイ・ブラウン高鍋町（スケートボード選手(パーク)、イギリス代表として2021年東京オリンピック、2024年パリオリンピックで銅メダル

## その他

### 実業家
- 岩切章太郎（宮崎交通創始者・初代社長）：宮崎市
- 江夏順行（霧島酒造社長）：都城市
- 清武英利（読売巨人軍取締役球団代表）：宮崎市
- 黒木正憲（東京出版創業者）：西都市
- 黒木靖夫（元ソニー取締役）：西都市
- 日高裕介（サイバーエージェント専務取締役、共同創業者）：宮崎市
- 渡辺綱纜（元宮交シティ社長、エッセイスト）
- 鈴木馬左也（第3代住友総理事）：高鍋町
- 塩見修（宮崎交通現社長）：宮崎市
- 山田昇（ヤマダ電機社長、創業者）：宮崎市（旧佐土原町）
- 川越達也 (タツヤ カワゴエ オーナーシェフ ・ フードプロデューサー) ： 国富町
- 伊東信一郎（ANA代表取締役社長）（2009年4月～）：西都市
- 宇野正晃（コスモス薬品創業者・会長、日本の富豪ランキング15位）：延岡市
- 鎌田正彦（SBSホールディングス代表取締役社長・創業者）：延岡市
- 中島弘明（メディキット株式会社　代表取締役社長、創業者）
- 高野瀬忠明（元雪印乳業株式会社　代表取締役社長　元日本酪農乳業協会会長）：高原町
- 重久吉弘（日揮株式会社　元日揮会長兼CEO、現相談役）
- 島津久厚（第23代学習院院長、丸十産業社長、島津茶園会長、島津山林会長）：都城市
- 田﨑雅元（川崎重工業株式会社　元社長、現相談役）
- 寺坂史明（サッポロビール株式会社 代表取締役社長）（2010年3月25日～）:宮崎市
- 谷山尚義（株式会社集英社代表取締役会長）
- 野口 功司（株式会社CBTソリューションズ代表取締役社長）
- 林田洋（株式会社東北新社代表取締役社長）
- 萩原雅之 (ネットレイティングス代表取締役社長)：都城市
- 日高啓 (元髙島屋社長)：宮崎市
- 大薗誠司 (ハンズマン代表取締役社長)
- 津末博澄 (三井生命保険会長)
- 秋月左都夫 (元読売新聞社社長)
- 河野俊二 (東京海上火災保険元社長・会長)：日南市
- 南園克己 (日東紡代表取締役社長)
- 坂田勝郎 (毎日新聞社　毎日放送元代表取締役社長)
- 熊本浩志 (リアル・フリート創業者、代表取締役社長)：宮崎市
- 中原弘光 (La fontana azzurraオーナーシェフ)：宮崎市
- 柳田和洋（テゲバジャーロ宮崎創始者・初代社長）：宮崎市

### 宗教家
- 後藤俊彦（高千穂神社宮司）
- 佐伯恵達（長昌寺住職）
- 野田泉光院（幕末の修験僧、「修行日記」で有名）

### アダルトタレント
- 後藤聖子
- 桜井あゆ
- 瞳れん
- 森下理音

### その他の人物
- 甲斐親直(宗運)（戦国武将：阿蘇家家臣）：高千穂町
- 伊東マンショ（天正遣欧少年使節の主席正使）：西都市
- 後藤勇吉（日本初の民間パイロット）：延岡市
- 平部嶠南（幕末・明治期の政治家）
- 石井十次（児童福祉の先駆者）：高鍋町
- 宮沢厚（アニマルトレーナー(天才チンパンジーパンくんを育てた事で有名)、阿蘇カドリー・ドミニオン園長）：川南町
- 菊村憂（元日本赤軍メンバー）
- 木村庄之助 (35代)（大相撲の立行司）：延岡市
- 疋田智（自転車ツーキニスト、NPO自転車活用推進研究会理事）：日南市
- 重信優（津軽三味線天地心弦流家元、ローカルタレント）
- 日高敏彦（日本赤軍メンバー）
- Mr.バニー（宮崎のテレビディレクター、ローカルタレント）
- バクテンマン（スポーツインストラクター）
- 西山広喜（右翼・フィクサー）
- 霊元丈法（僧侶）（昌竜寺住職）

### 架空の人物
- 浜崎伝助（漫画・映画・アニメ『釣りバカ日誌』主人公）：都城市
- 皆川寛子（ドラマ『危険なアネキ』主人公）
- 皆川勇太郎（ドラマ『危険なアネキ』寛子の弟）
- 柳原弘（ドラマ『白い巨塔』）
- 兼子仁（ドラマ『西部警察』）
- 高原詩子（『わかば』主人公の母）：日南市
- 村上浩太郎（『わかば』主人公の伯父）：日南市
- 谷準一（『わかば』主人公の大学の同期）：日南市（旧：北郷町）
- 宮崎千尋（『もえちり!』シリーズの擬人化キャラ）
- 宮本君江（『オードリー』）
- 早川ビト（ドラマ『スマイル』主人公：生れのみ）：宮崎市（旧：佐土原町）
- 南原忠男（特撮『ウルトラマンタロウ』のZAT隊員）：都城市（旧：高崎町）
- 姫川友紀 （『アイドルマスター シンデレラガールズ』）
- 篠原礼（『アイドルマスター シンデレラガールズ』）
- 横山千佳（『アイドルマスター シンデレラガールズ』）
- 白川美保（『オッドタクシー』）
- 空山樹（『舞いあがれ!』、宮崎県出身の俳優新名基浩が演じた）

### 動物
- パンくん（天才チンパンジー）宮崎市フェニックス自然動物園で生まれる。
- スマイル(フジテレビ番組「CHIMPAN NEWS CHANNEL」の「ゴメス・チェンバリン」（2代目）として出演したパンくんの異母兄弟のチンパンジー）宮崎市フェニックス自然動物園で生まれる。

## 宮崎県にゆかりのある人物

### 親・祖先が宮崎県出身
- 阿久悠（作詞家）
  - 父が川南町出身
- 今田耕司（お笑い芸人）
  - 母の養父が高鍋町出身
- 上杉鷹山（江戸時代中期の大名。出羽国米沢藩の第9代藩主)
  - 父は日向高鍋藩主
- 岡江久美子（女優）
  - 母が宮崎出身
- 緒方かな子（タレント、旧芸名:中條かな子、緒方孝市夫人）
  - 母が都城市出身
- 尾形春水（モーニング娘。メンバー、アイドル）
  - 祖父母・親戚が宮崎県在住
- 岡村隆志（DRAGON GATE社長）
  - 母が延岡市出身（自身も中学時代の2年間、延岡市や宮崎市で過ごした経験がある）
- 岡元あつこ（女優）
  - 父が宮崎県出身
- 甲斐拓哉（元プロ野球選手）
  - 父が延岡市出身
- 上岡龍太郎（司会者・タレント）
  - 母が宮崎県出身
- 工藤公康（元プロ野球選手・指導者）
  - 父が延岡市出身
    - 工藤阿須加（俳優）・工藤遥加（プロゴルファー） - 公康の子
      - 祖父が延岡市出身
- こおろぎさとみ（声優）
  - 両親が宮崎出身
- 酒井彩名（女優、タレント、L'Arc〜en〜Cieltetsuya夫人）
  - 父が都城市出身
- 田代沙織（タレント）
  - 父で落語家の桂歌春が日向市出身
- 中馬弘毅（政治家）
  - 西都市が父の出身地で、本人の本籍地
- 土屋太鳳（女優）、土屋炎伽(タレント、チアリーダー)、土屋神葉(声優)
  - 両親いずれかが宮崎県出身[4]
- 手嶌葵（歌手、声優）
  - 父か母が宮崎出身
- 長友佑都（プロサッカー選手／オリンピック・マルセイユ）
  - 父方の祖父が都城市出身
- ナ酒渚（お笑い芸人、元尼神インター）
  - 祖父母が宮崎県出身
- 八反安未果（歌手、実業家）
  - 祖父で作詞家の八反ふじをと叔父で作詞家、作曲家の青江ひとみが小林市出身
- 花田優一（靴職人）・白河れい（タレント）兄妹
  - 母（河野景子）が宮崎市出身
- 日高光啓 (AAA)
  - 父が宮崎出身で、母も都城市の高校に通っていた。（JOY FM「WEEKEND JAM」（a-nation '08 powerd by ウィダーinゼリー開催前日の2008年8月1日ゲスト出演時の本人による発言））
- ぼんちおさむ（お笑い芸人）
  - 父が北浦町（現：延岡市）出身
- 柳田悠岐（福岡ソフトバンクホークス）
  - 父が延岡市出身[5]
- 三浦和人(シンガーソングライター、元雅夢)
  - 妻が宮崎出身、それが縁で宮崎市で毎年12月に行われる「青島太平洋マラソン」(通称：アオタイ)のテーマソング「きらめく風になろう」を製作し歌唱する。
- ゆいP(おかずクラブ)
  - 祖父母が日南市と言っており、父が母が日南市出身

### 宮崎県在住・居住歴あり
- 政治家
  - 相川勝六（元衆議院議員（宮崎県第1区）、官選宮崎県知事）佐賀県出身
  - 米沢隆（元衆議院議員、元民社党委員長）鹿児島県出身
  - 河野俊嗣（18代宮崎県知事 2011.1～現在）広島県出身
- イラストレーター
  - 生頼範義（宮崎市在住）兵庫県出身
- スポーツ
  - 宗茂（延岡市在住＝九州保健福祉大学の客員教授、旭化成陸上部前監督、元マラソン選手）大分県臼杵市出身
  - 宗猛（延岡市在住＝旭化成陸上部監督、元マラソン選手）大分県臼杵市出身
  - 児玉泰介（延岡市在住＝女子陸上部監督、元マラソン選手）鹿児島県薩摩川内市出身
  - 横峯さくら（宮崎市在住＝女子プロゴルファー）鹿児島県鹿屋市出身
- アナウンサー
  - 道谷眞平（日本放送協会アナウンサー）東京都出身
  - 松尾剛（NHKアナウンサー）長崎県出身
  - 滑川和男（NHKアナウンサー）千葉県銚子市出身
  - 小郷知子（NHKアナウンサー）東京都世田谷区出身
  - 大沢幸広（NHKアナウンサー）栃木県出身
  - 清水敬亮（NHKアナウンサー）山口県宇部市出身
  - 角谷直也（NHKアナウンサー）兵庫県神戸市出身
  - 金子峻（NHKアナウンサー）埼玉県熊谷市出身
  - 道上美璃（NHKアナウンサー）福井県福井市出身
  - 川野武文（宮崎放送アナウンサー）兵庫県三木市出身
  - 田中正訓（元宮崎放送アナウンサー）大阪府出身
  - 村山耕一（宮崎放送アナウンサー）埼玉県志木市出身
  - 関知子（宮崎放送アナウンサー）和歌山県和歌山市出身
  - 山田舞（元宮崎放送アナウンサー）香川県高松市出身
  - 川島恵（宮崎放送アナウンサー）島根県松江市出身
  - 迫田江理（宮崎放送アナウンサー）鹿児島県鹿児島市出身
  - 南出雅之（テレビ宮崎アナウンサー）大阪府泉南郡岬町出身
  - 佐々木六華（テレビ宮崎アナウンサー）奈良県天理市出身、小学生時代に宮崎市に転居して以来宮崎市で育つ。
  - 小川光明（宮崎市在住、元日本テレビアナウンサー）東京都出身
- 芸能
  - 山本圭一（極楽とんぼ）東京都生まれ広島県育ち
  - 早川伸吾（お笑い芸人、東国原英夫の一番弟子）愛知県名古屋市出身
  - 大森うたえもん（お笑いタレント、サラ・エンタテイメントアカデミー宮崎校校長、びっきょ代表取締役社長）岡山県出身
  - 穂花（女優（元AV女優）、タレント） - 親戚が住んでおり、1歳から3歳にかけてその親戚に預けられていたと言う。
- その他
  - 三國連太郎（俳優/故人）- 最初の妻が宮崎市出身で戦後、妻の実家に寄寓して宮崎交通で二年間バスの整備士として勤務する。
  - 梯郁太郎（エース電子工業、ローランド創業者）（大阪府出身）【戦後、先に大阪から移住していた祖父母を頼り、高千穂町に移住していた時期がある。】
  - 山室軍平（救世軍日本軍国司令官）- 石井十次が開設した茶臼原農場で孤児らとともに開墾作業に従事した。

### 宮崎の学校出身者
- 熊谷一弥（テニス選手、旧制宮崎中学（現：宮崎県立宮崎大宮高等学校）卒）/ 福岡県大牟田市出身
- 志村喬（俳優、旧制延岡中学（現：宮崎県立延岡高等学校）卒）/ 兵庫県朝来郡生野町（現・朝来市）出身
- 山中貞則（衆議院議員、旧制都城中学（現：宮崎県立都城泉ヶ丘高等学校）卒）/ 鹿児島県曽於郡末吉村（現：曽於市）出身
- 西広整輝（防衛事務次官、旧制都城中学入学）
- 根井正利(生物学者)ペンシルベニア州立大学教授 宮崎大学卒
- 岡留安則（雑誌『噂の真相』発行者兼編集者、宮崎県立都城泉ヶ丘高等学校卒）/ 鹿児島県曽於郡末吉町（現・曽於市）出身
- 石黒耀（小説家・内科医）宮崎医科大学（現：宮崎大学医学部）卒 / 広島県生まれ・中学と高校は兵庫県
- 五位塚剛（鹿児島県曽於市市長、宮崎県立都城工業高等学校卒）/ 鹿児島県曽於郡末吉町（現・曽於市）出身
- 北別府学（元プロ野球選手、広島東洋カープ、宮崎県立都城農業高等学校卒）/ 鹿児島県曽於郡末吉町（現・曽於市）出身
- 儀武剛（沖縄県金武町町長、南九州大学卒）/ 沖縄県金武町出身
- 赤田将吾（元プロ野球選手、埼玉西武ライオンズ、オリックスバファローズ、北海道日本ハムファイターズ、日南学園高等学校卒）/ 鹿児島県曽於郡大崎町出身
- 小林慎太郎（バスケットボール選手、宮崎県立小林高等学校卒）/ 熊本県熊本市出身
- 榎田大樹（元プロ野球選手、阪神タイガース、埼玉西武ライオンズ、小林西高等学校卒）/ 鹿児島県曽於郡大崎町出身
- MOCA（ベリーグッドマン、歌手）延岡学園高等学校卒）/ 大阪府大阪市西成区出身
- 中﨑雄太（元プロ野球選手、埼玉西武ライオンズ、日南学園高等学校卒）/鹿児島県曽於郡財部町（現：曽於市）出身
- 中﨑翔太（プロ野球選手、広島東洋カープ、日南学園高等学校卒）/鹿児島県曽於郡財部町（現：曽於市）出身
- 山本由伸（プロ野球選手、オリックスバファローズ、都城高等学校卒）/ 岡山県備前市出身
- 新鍋理沙（元バレーボール選手、久光製薬スプリングス、バレーボール日本代表、延岡学園高等学校に在学歴）/ 鹿児島県霧島市出身
- 小幡竜平（プロ野球選手、阪神タイガース、延岡学園高等学校卒） / 大分県大分市出身
- 萩原哲（プロ野球選手、読売ジャイアンツ、日南学園高等学校卒）/ 京都府宇治市出身
- 武藤敦貴（プロ野球選手、東北楽天ゴールデンイーグルス、都城東高等学校卒）/ 福岡県北九州市出身

### その他
- 川端康成（小説家/大阪府大阪市北区出身）【宮崎を舞台にした『たまゆら』の原作を執筆する。】
- 根本要（スターダストレビューボーカル、ギター/埼玉県行田市出身））【2006年9月17日に延岡市で発生した竜巻の被害者救済義捐金目的の募金を同年の延岡ライブ以降のライブで行い、自ら延岡市役所に届ける。】
- 武者小路実篤（小説家/東京府東京市麹町区〈現：東京都千代田区〉出身））【木城町に新しき村を開村した。】
- アイザック・スターン（ヴァイオリニスト）【宮崎国際音楽祭の初代音楽監督。2002年に宮崎県より県民栄誉賞を遺贈された。】
- 貴乃花光司（元大相撲力士、一代年寄／東京都杉並区出身[注 1]）【元妻の河野景子が宮崎市出身。自身もみやざき大使を務めている】
- 水岡俊一(参院議員、立憲民主党)【妻が宮崎出身】

## 宮崎県にゆかりのある動物
- プリン（天才チンパンジーパンくんの娘）
  - プリンの父にあたる天才チンパンジー・パンくんは宮崎市フェニックス自然動物園で生まれる。